# Amílcar
Amílcar, właśc. Amílcar Barbuy (29 marca 1893 w Rio das Pedras, zm. 24 sierpnia 1965 w São Paulo) – brazylijski piłkarz, pomocnik. Później trener.

## Życiorys
Karierę piłkarską rozpoczął w 1913 roku w klubie Corinthians Paulista.
Jako piłkarz klubu Corinthians wziął udział w Copa América 1916, pierwszych w dziejach oficjalnych piłkarskich mistrzostwach kontynentalnych. Brazylia zajęła 3. miejsce, a Amílcar zagrał w dwóch meczach – z Argentyną i Urugwajem.
Rok później wziął udział w Copa América 1917, gdzie Brazylia ponownie zajęła trzecie miejsce. Amílcar zagrał we wszystkich trzech meczach – z Argentyną, Urugwajem i Chile (zdobył bramkę).
Jako gracz klubu Corinthians wziął udział w turnieju Copa América 1919, gdzie Brazylia zdobyła tytuł mistrza Ameryki Południowej. Amílcar zagrał we wszystkich 4 meczach – z Chile, Argentyną (zdobył bramkę) i w dwóch decydujących o mistrzowskim tytule pojedynkach z Urugwajem.
Po raz ostatni w kontynentalnych mistrzostwach Amílcar wziął udział podczas turnieju Copa América 1922. Wraz z reprezentacją Brazylii po raz drugi w swej karierze zdobył mistrzostwo Ameryki Południowej, grając we wszystkich 5 meczach – z Chile, Paragwajem (zdobył bramkę), Urugwajem, Argentyną (zdobył bramkę) i w decydującym o mistrzowskim tytule meczu dodatkowym z Paragwajem.
Z klubem Corinthians czterokrotnie zdobył mistrzostwo stanu São Paulo – w 1914, 1915, 1922 i 1923. W 1923 roku przeniósł się do klubu Palestra Itália, z którym dwukrotnie został mistrzem stanu São Paulo – w 1926 i 1927. W 1930 roku wyjechał do Włoch, gdzie do końca kariery w 1932 roku występował w barwach klubu S.S. Lazio.
W reprezentacji Brazylii w latach 1916–1924 Amílcar rozegrał 19 meczów i zdobył 5 bramek.
Po zakończeniu kariery piłkarskiej został trenerem. Opiekował się drużynami takich klubów jak S.S. Lazio, São Paulo FC, Palestra Itália, Corinthians Paulista, Portuguesa São Paulo, Portuguesa Santista oraz Clube Atlético Mineiro.
Zmarł 24 sierpnia 1965 roku w São Paulo.
Amílcar był wybitnym, umiejętnie czytającym grę piłkarzem, obdarzonym silnym strzałem oraz długim i celnym podaniem. Był jednym z najwybitniejszych piłkarzy klubu Corinthians. Niektórzy starzy kibice tego klubu uważają, że Amílcar jest największym w historii futbolu brazylijskiego piłkarzem po słynnym Pelé.